# 田久保眞紀
田久保 眞紀（たくぼ まき、1970年2月3日 - ）は、日本の政治家。静岡県伊東市長（1期）。元伊東市議会議員（2期）。

## 来歴

### 生い立ち
千葉県船橋市出身。10歳の時に父が病死し、中学3年生の時に静岡県伊東市に転居する。伊東市立北中学校、静岡県立伊東城ヶ崎高等学校卒業後、東洋大学法学部に進学するも除籍。その後、バイク便ライダーやイベントに人材を派遣する会社勤務を経て、広告業界で独立した。2010年、伊東市に帰郷し、カフェを経営。
2015年頃より、伊東市八幡野で、韓国資本の「ハンファエナジージャパン」が主導する、約43万平方メートルの山林を伐採して大規模太陽光発電所（メガソーラー）を造成する計画が持ち上がり、2018年2月、伊東市は宅地造成等規制法に基づく事業許可を出し、7月には静岡県が森林法に基づく林地開発許可を与えた。
これを受け2018年に結成された「伊豆高原メガソーラー訴訟を支援する会」で、田久保は事務局長を経て代表に就任。先述のメガソーラーに対する反対運動を主導し、2018年8月には、経済産業省を訪れ、業者の資格取り消しを求める陳情を行った。陳情には地元の細野豪志衆議院議員が同席し、業者による森林の伐採などが違法なものであることを訴えた。

### 政治家として
このようなメガソーラー建設反対の市民運動を経て、2019年9月22日に行われた伊東市議会議員選挙では市議会議員に初当選。2期半ばまで務めた。
2021年2月、八幡野のメガソーラー計画を巡り、当時の小野達也市長は事業者宛に「控訴棄却の場合は速やかに河川占用を許可する」などの「確約書」を提出したが、市長が公文書となる確約書を独断で作成し、特定の市職員を通じてメガソーラー事業者に接触したことが問題視され、12月、伊東市政治倫理審査会は市長等の政治倫理に関する条例違反だとする結論を出した。これを受け、市は業者との仲介役を果たした建設部の50代職員を、地方公務員法で定める信用失墜行為の禁止などに違反したとして、戒告の懲戒処分にした。
2022年3月の定例会で、田久保はこの問題を取り上げ、「確約書が作成され、署名されるまでの経緯にあって、事業者との本件やり取りについて、副市長、担当部長及び顧問弁護士には相談をしなかったとも報告がされており、報告書の内容を勘案すれば、市長の使者としてメッセンジャー的な役割だけを果たしたとは考えられず、また、この担当職員が確約書作成と同時に、確約書作成の契機となった八幡野川への河川占用不許可処分取消請求裁判を同時に担当していたことを考えれば、非常に重大かつ深刻な事態が起きてしまったと扱うことが妥当ではないかと考えます」と陳述した。
2025年4月4日、任期満了に伴う伊東市長選挙へ立候補する意向を表明した。
同年5月18日、市長選挙が告示された。争点は、総額約42億円の図書館建て替え計画の是非で、新図書館の建設を初当選以来公約に掲げている現職の小野達也と、建設計画に反対する田久保がそれぞれ立候補の届出をした。小野は自民党や公明党、連合静岡、観光や建設など約70の組織や団体の推薦を得て組織戦を展開した。田久保は日本共産党の重岡秀子市議などが応援した。同月23日、静岡新聞は終盤情勢を報道。「小野と田久保は激しく競り合ったまま」と記した。25日に投開票が行われ、田久保は小野を破り初当選した。5月29日、伊東市長就任。
2025年6月、後述の学歴詐称疑惑が浮上した。7月7日、伊東市川奈の建設会社社長が、公職選挙法違反の疑いで田久保を刑事告発した。
（「#学歴詐称疑惑」参照）

## 選挙結果
※当日有権者数：56,368人 最終投票率：49.65%（前回比：5.26pts）
| 候補者名   | 年齢 | 所属党派 | 新旧別 | 得票数   | 得票率 | 推薦・支持                           |
| ---------- | ---- | -------- | ------ | -------- | ------ | ------------------------------------ |
| 田久保眞紀 | 55   | 無所属   | 新     | 14,684票 | 53.23% |                                      |
| 小野達也   | 62   | 無所属   | 現     | 12,902票 | 46.77% | （推薦）自由民主党・公明党・連合静岡 |

## 人物

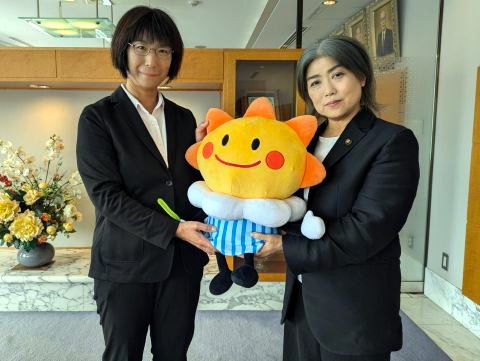
2025年7月3日、伊東市役所にて静岡地方気象台台長山本佳緒里（左）と

- お酒の類を嗜まない、いわゆる「下戸」であるにもかかわらず、支援者がいる酒の席にはコーラで乾杯するために参上するなど、親しみやすい人柄と周囲に認識されている[19]。
- 車とバイクが趣味で現在の愛車は、スズキ・スイフトスポーツ（ZC33S）[20][21]。
- 東洋大学時代には当時没頭したバイク以外にも趣味としてアマチュアのハードロック・バンドを結成し本人は本格派ボーカルとして真剣にメジャーデビューを目指していた[22]。
- 議員になるよりも以前に田久保自身の経営する地元カフェでは東洋大学法学部に進学したとの話題に至った際に「まあ卒業はしてないんですけどね」と言い放ったとの証言がある[23]。

## 学歴詐称疑惑
2025年8月現在、田久保は学歴詐称を疑われている状態にある。事の発端は市長選当選後の2025年6月上旬に市伊東市議会議員全員に届いた匿名の投書であり、そこには「彼女は中退どころか、私は除籍であったと記憶している」などと記載されていた。このすぐ後、田久保は伊東市議会の議長と副議長に『卒業証書』の現物を見せて釈明しており、これが後々大きく報道される事となる。
その後、6月25日の伊東市議会の代表質問で杉本一彦市議がこの件に関する質問をしたことにより、疑惑がメディアでも報じられる事となる。質問に対し田久保は明確な答弁を避けつつ、前述の通り議長や副議長ら関係者に必要な書類を提示していると説明していた。しかし中島弘道議長や杉本の説明によると、正副議長が市長と面会した際、市長からは卒業証書だとする文書の提示を一瞬だけ受けたのみで、その内容の詳細は確認できなかった上、卒業証書の写しや卒業証明書の提出要請については断られたとされる。
田久保は投書について『怪文書』とした上で、「会見などの対応をすることで、怪文書を出した人間の欲求を満たすことになるためそれには一切応じない」と述べていた。その上で翌26日付でX（旧Twitter）で「昨日の議会で杉本一彦議員が百条委員会設置を求める発言をしたことが報道されたことを受けて、法的手続きに入ることと致しました」と述べ、「怪文書のような匿名の誹謗中傷には毅然と対応する」と表明した（7月4日時点で該当投稿削除）。また、自身の支持者に対し卒業証書と称するものを見せ、“こういう証拠もあるので卒業は間違いない”という趣旨の説明も行っていた。
しかしながらその後、7月2日の会見にて「卒業は確認ができませんでした。除籍であることが判明しました」と発表した。この会見は本来は市役所が取り仕切るもべきのであるが、“会見は市を代表した立ち位置のものではない”といった市長の説明により、市の顧問弁護士ではなく個人でつけた弁護士と後援会がその場に同席し、職員の立ち入りを一切禁止として強行された。公職選挙法違反ではないかという追及に対しては、「大学卒業を自ら公表したわけではないから、法に違反していない」と主張した。東洋大学での在学年数については「自由奔放な生活で、バイクに乗って住所不定のような状況。不真面目な学生でいつまで通っていたというような通学状況ではなかった」と曖昧に答え、大学卒業に必要な単位取得すら出来ていなかった状況を自らが説明しつつも、卒業したと認識していたかどうかについては明言しなかった。
除籍理由については「一度卒業という扱いになって、今どうして除籍になっているのかについては、確認ができ次第、示していくしかない」とし、説明はしなかった。東洋大学は「卒業後に除籍になることはない」とメディアに回答している。
会見の翌日、7月3日に議長と副議長のもとに訪れた田久保は約30分の話し合いで百条委員会を設置しないよう懇願。除籍であった旨の報告に終始し、謝罪は無かった。またその席で田久保は「大学と受付の時にお話ししたんですけども、卒業資格を取り消されている可能性がある」とも主張するも、青木副議長から「うん。だからそれはないって東洋大学の方ははっきり言ってるから」と返されるに至る。
7月4日、伊東市議会議会運営委員会にて『市長に対する辞職勧告』及び『地方自治法に基づく調査特別委員会（百条委）設置』の2本の決議案を7日の本会議に提出し、採決することを全会一致で決め、7月7日の市議会本会議の審議にていずれも全会一致で可決された。同日に福島正洋弁護士を代理人として同席させ記者会見を開き、市長を辞職してその後執り行われる出直し市長選に再出馬する意向を表明した。偽造の疑いがもたれている卒業証書などについては静岡地検に上申し、済み次第辞職し、出直し市長選に臨む意向を明らかにした。しかし事件は検察庁には係属していない。
設置された百条委員会は7月11日から始まり、田久保に対し18日午後4時までに卒業証書の提出を求める通知を直接手渡したものの、その申し出に対し田久保は最後まで「関係者と検討する」の一点張りで検察への上申よりも百条委員会を優先すると明言することはなかった。
7月18日、田久保市長は百条委員会に対して「卒業証書とされている書類の提出を拒否します」という「回答書」を持参し、偽物ではないかと疑われている「卒業証書」については刑事告発されていることを理由に提出を拒んだ。併せて7日時点では捜査を依頼するとしていた卒業証書と称するものは検察にも渡さない事も主張した。
7月22日、中島議長宛てに「平成4年に東洋大学法学部を卒業した」と名乗る人物から「田久保眞紀の卒業証書なるものの真実をお知らせします」と記された告発文が届いていたことが判明する。告発文には「あれは彼女と同期入学で平成4年3月に卒業した法学部学生が作ったニセ物です」「卒業生の有志がそれらしい体裁で作ったものです」（いずれも原文ママ）と書かれているほか、“卒業証書”が作られた経緯や作成の過程についても記載されており、また今回の告発文では田久保市長について除籍になった経緯についても指摘されているとされる。
田久保市長の学歴詐称問題は、もともと市議会議員全員宛てに届いた差出人不明の投書がきっかけとなっていて、結果的に告発内容が正しかったことや今回の投書も内容が重いことから市議会は公文書として取り扱うこととした上で、7月22日に複写を全議員に配布した。
7月24日、18日の提出拒否を受け田久保に出されていた百条委員会の証人喚問への出頭要請について「証言を求められているのは、いずれも回答が事実上不可能な内容を含むものであり、不適切な請求だ」などとして、出頭を拒否する回答書を中島議長に提出した。
7月28日、学歴詐称の田久保に対する刑事告発を警察が受理した。
7月29日、百条委員会に田久保の知人が出席し、本人からかつて「大学を卒業していないと聞いた」と証言した。この知人によれば、田久保が2019年に市議選に初めて立候補した際には討議資料に「東洋大学」とだけ記されていたものの、2期目を目指した選挙の討議資料には「卒業」の2文字が加わっていたということで、今回の市長選に当たって各種報道で「東洋大学卒業」とされていたことについて「特段新しいことではなく、嘘を重ねて、それが彼女の中のスタンダードになってしまったのだなという思い」と振り返り、「この情報を同じように認識している人は、確信を持てるのは私以外に2人いる」と話した。
7月31日、千葉県に住む公務員の男性が田久保に有印偽造私文書等行使の疑いなどで警察に告発状を提出し、新たな刑事告発が行われた。
同日夜、会見を開き、辞意を撤回した上で引き続き職務を全うする考えを明らかにした。8月1日、市の企画部長は、前日の会見前に開催された会議の席上で市長が続投の意向を明かした際、「全部長の総意」として辞職して改めて市長選に立候補するよう申し入れたが、市長は受け入れなかったと明かした。
8月13日、自身の学歴問題に関する市議会の調査特別委員会（百条委員会）の証人尋問に出席。6月28日に東洋大を訪問した際に自身が同大を卒業せず除籍になっていたことを知ったと証言し、自身が持つ東洋大の「卒業証書」とされる書類にについては「卒業証書とされていたものだと思っている」と回答した。卒業証書とされる書類を議長に見せたときの状況については、「報道であるような『チラ見せ』といった事実はありません。19.2秒ほど見ていただいた」などと述べた。
8月14日、自身のXでの投稿の問題( 7月29日の百条委員会には田久保市長の知人が出頭し、「本人から大学を卒業していないと聞いた」と証言しているが、個人情報が伏せられたにも関わらず市長のSNSには市民から証人の身元が特定できるようなイニシャルや「精神病」と中傷する書き込みが寄せられた。また、田久保市長自身もこの書き込みに「いいね」ボタンを押している上、同様にイニシャルを記した返信をしている )について、田久保市長は報道陣から指摘を受けた。これに対して、「そのような書き込みをしているのは確かですので、削除依頼をしたいと考えている」と述べたが、16日午後6時現在で実行には移されていない。